# Jan-Erik Enestam

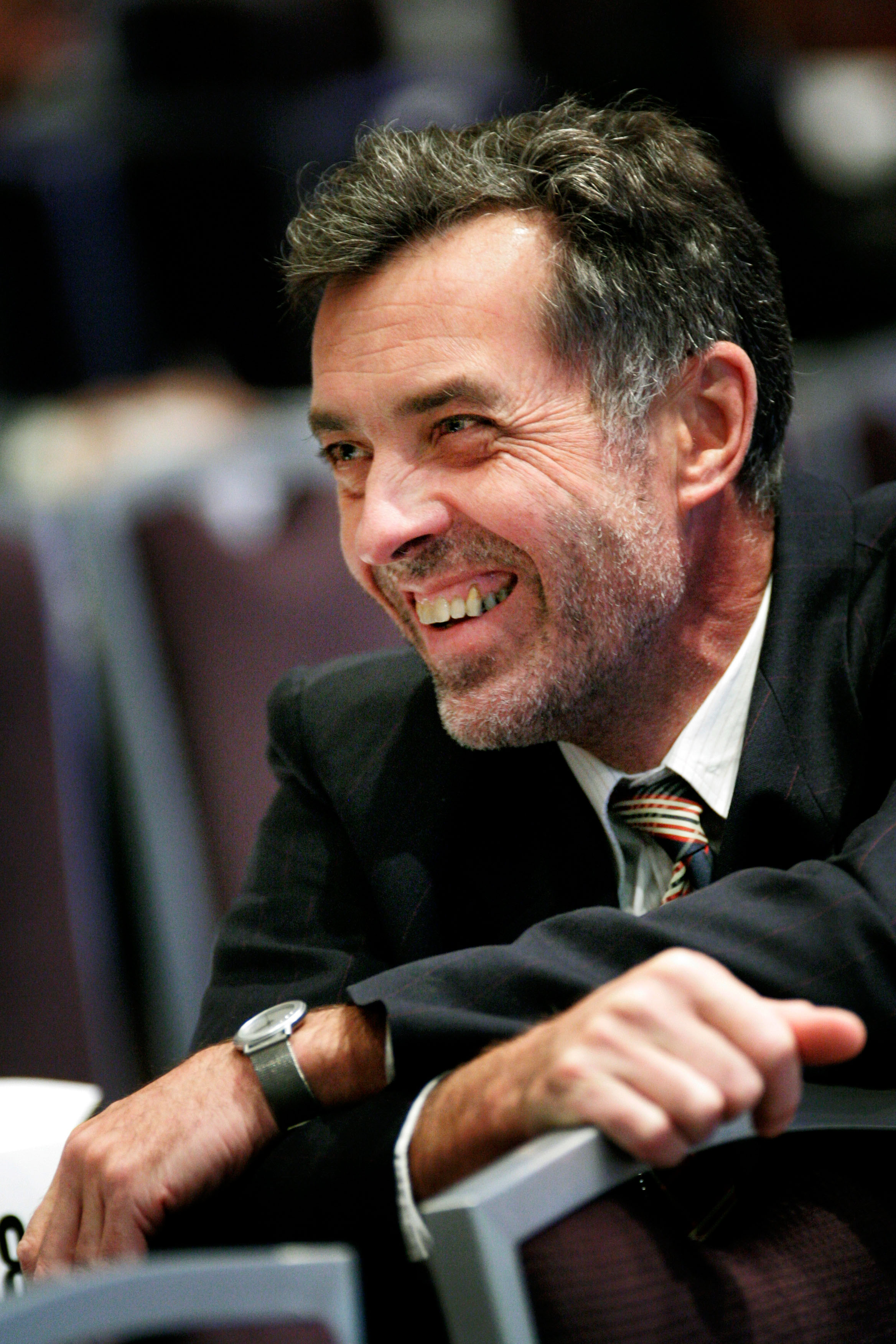
Enestam năm 2005

Jan-Erik Enestam (sinh 12 tháng 3 năm 1947 tại Västanfjärd) là một chính trị gia Phần Lan từ Đảng Nhân dân Thụy Điển. Ông tốt nghiệp từ trường đại học Åbo Akademi ở Turku.
Enestam là Giám đốc của Västanfjärd giữa năm 1978 và 1983 và Giám đốc dự án tại Hội đồng các bộ trưởng Bắc Âu trong giai đoạn 1983 - 1991. Ông là thành viên của Quốc hội Phần Lan, Eduskunta, từ năm 1991 đến năm 2007 và là thành viên của chính phủ từ năm 1995 và 2006 trong các bài viết khác nhau.
Ông đã lãnh đạo đảng Nhân dân Thụy Điển từ năm 1998 cho đến năm 2006. Ông đã được kế nhiệm bởi Stefan Wallin là nhà lãnh đạo vào đầu năm 2007.